# Europees topschutter van het seizoen 2006/07
De titel Europees topschutter van het seizoen 2006/07, ook wel bekend als de Gouden Schoen, werd gewonnen door de Italiaan Francesco Totti, spelend voor AS Roma
Sinds het seizoen 1996/97 gaat de titel niet meer automatisch naar de speler met de meeste doelpunten. De verschillende competities worden ingedeeld volgens de UEFA-coëfficiënten. De vijf sterkste competities (tot 1999/00 de sterkste 8) hebben vermenigvuldigingsfactor twee. Competities 6 t/m 22 (tot 1999/00 21) factor 1,5 en de rest heeft factor een. Daardoor kan het gebeuren dat een speler uit een zwakkere competitie meer doelpunten heeft gescoord dan de winnaar van de Gouden Schoen.

## Eindstand 2006/2007
| Plaats | Speler               | Goals | Waarde | Punten | Club                 |
| ------ | -------------------- | ----- | ------ | ------ | -------------------- |
| 1      | Francesco Totti      | 26    | x2     | 52     | AS Roma              |
| 2      | Afonso Alves         | 34    | x1,5   | 51     | sc Heerenveen        |
| 3      | Ruud van Nistelrooij | 25    | x2     | 50     | Real Madrid          |
| 4      | Diego Milito         | 23    | x2     | 46     | Real Zaragoza        |
| 5      | Frédéric Kanouté     | 21    | x2     | 42     | Sevilla FC           |
|        | Ronaldinho           | 21    | x2     | 42     | FC Barcelona         |
| 7      | Didier Drogba        | 20    | x2     | 40     | Chelsea FC           |
|        | Theofanis Gekas      | 20    | x2     | 40     | Vfl Bochum           |
|        | Cristiano Lucarelli  | 20    | x2     | 40     | Livorno Calcio       |
| 10     | Tsvetan Genko        | 26    | x1,5   | 38     | Lokomotiv Sofia      |
|        | Diego Forlán         | 19    | x2     | 38     | Villarreal CF        |
|        | Christian Rigano     | 19    | x2     | 38     | FC Messina           |
| 13     | Todor Kolev          | 25    | x1,5   | 37,5   | Slavia Sofia         |
| 14     | Ronaldo Bianchi      | 18    | x2     | 36     | Reggina Calcio       |
|        | Benny McCarthy       | 18    | x2     | 36     | Blackburn Rovers FC  |
| 16     | Nicola Amoruso       | 17    | x2     | 34     | Reggina Calcio       |
|        | Eduardo da Silva     | 22    | x1,5   | 34     | Dinamo Zagreb        |
|        | Cristiano Ronaldo    | 17    | x2     | 34     | Manchester United FC |
|        | Gionatha Spinesi     | 17    | x2     | 34     | Calcio Catania       |
| 20     | Danny Koevermans     | 22    | x1,5   | 33     | AZ                   |

1968/69 ·
1969/70 ·
1970/71 ·
1971/72 ·
1972/73 ·
1973/74 ·
1974/75 ·
1975/76 ·
1976/77 ·
1977/78 ·
1978/79 ·
1979/80 ·
1980/81 ·
1981/82 ·
1982/83 ·
1983/84 ·
1984/85 ·
1985/86 ·
1986/87 ·
1987/88 ·
1988/89 ·
1989/90 ·
1990/91 ·
1991/92 ·
1992/93 ·
1993/94 ·
1994/95 ·
1995/96 ·
1996/97 ·
1997/98 ·
1998/99 ·
1999/00 ·
2000/01 ·
2001/02 ·
2002/03 ·
2003/04 ·
2004/05 ·
2005/06 ·
2006/07 ·
2007/08 ·
2008/09 ·
2009/10 ·
2010/11 ·
2011/12 ·
2012/13 ·
2013/14 ·
2014/15 ·
2015/16 ·
2016/17 ·
2017/18 ·
2018/19